# Sistrum

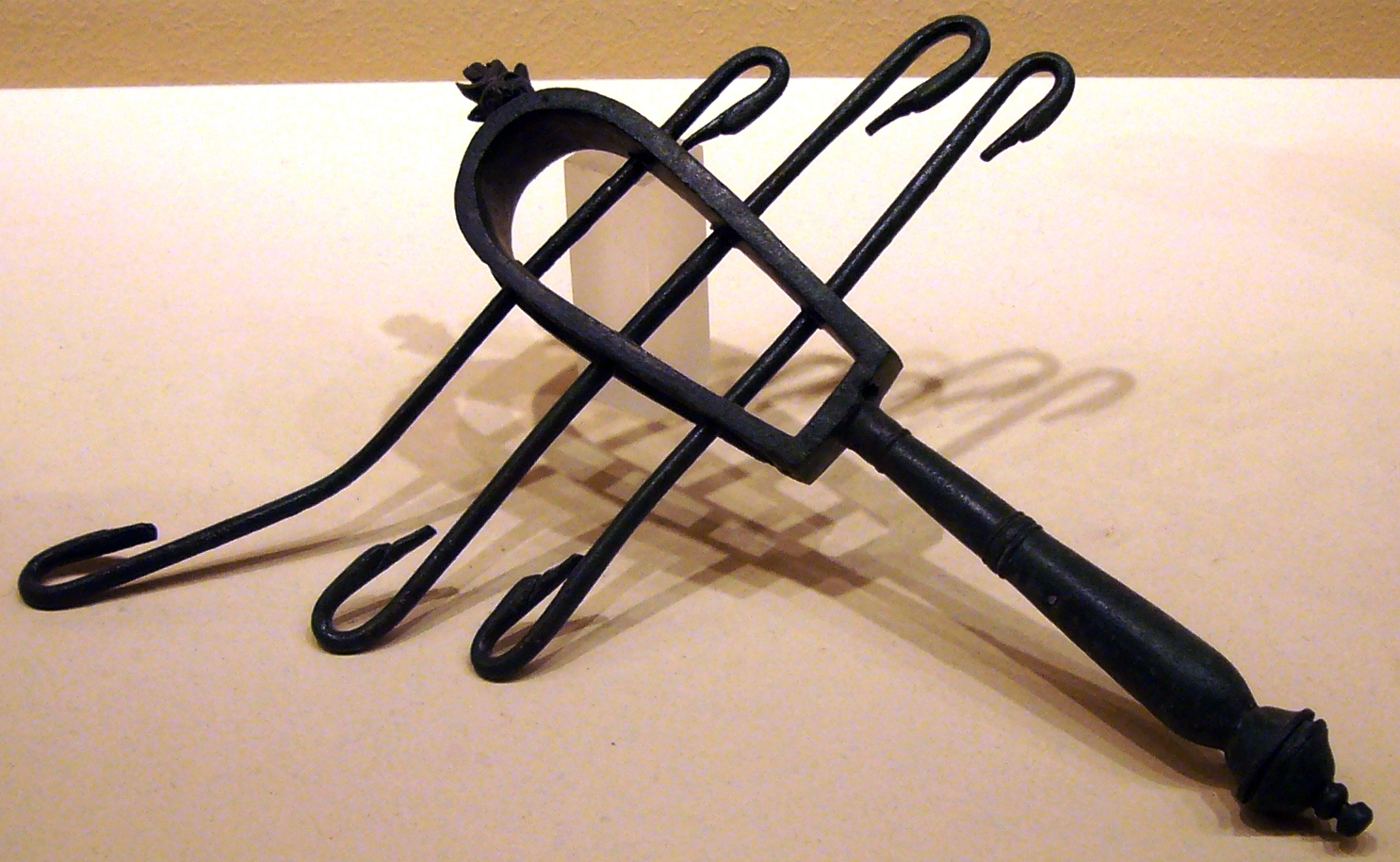
Sistrum łukowe z epoki rzymskiej

Sistrum (stgr. σείστρον, łac. sīstrŭm – grzechotka) – instrument muzyczny przejęty przez Greków i Rzymian z Egiptu wraz z kultem egipskiej bogini Izydy. W starożytnym Egipcie używany był również w obrzędach kultu identyfikowanej z Izydą Hathor oraz bogini Bastet. W instrumentologii zaliczany do grupy idiofonów uderzanych.
Najczęściej spotykaną formą jest sistrum łukowe wprowadzone w początkach okresu Nowego Państwa. Wykonane zwykle z brązu, składało się z wygiętego w kształt liry metalowego pałąka, przez którego otwory między przeciwległymi bokami przełożone były metalowe pręciki osadzone tak luźno, że przy potrząsaniu instrument wydawał dźwięki. Uchwyt naśladował kształtem łodygę papirusową, a na szczycie pałąka umieszczano często niewielki symbol bogini (np. Bastet – figurkę kota albo rogatą głowę Hathor).
Istniało również w odmianie tzw. sistrum naosowego, które ponad uchwytem miało większą modelowaną konstrukcję stanowiącą oprawę dla elementów dźwięczących. Rozpowszechnione później w południowej Italii tzw. sistrum apulskie, zwane psithyra, wykonywano w postaci drabinki z luźnymi pręcikami celowo różnorodnie strojonymi dla urozmaicenia gamy dźwięków.

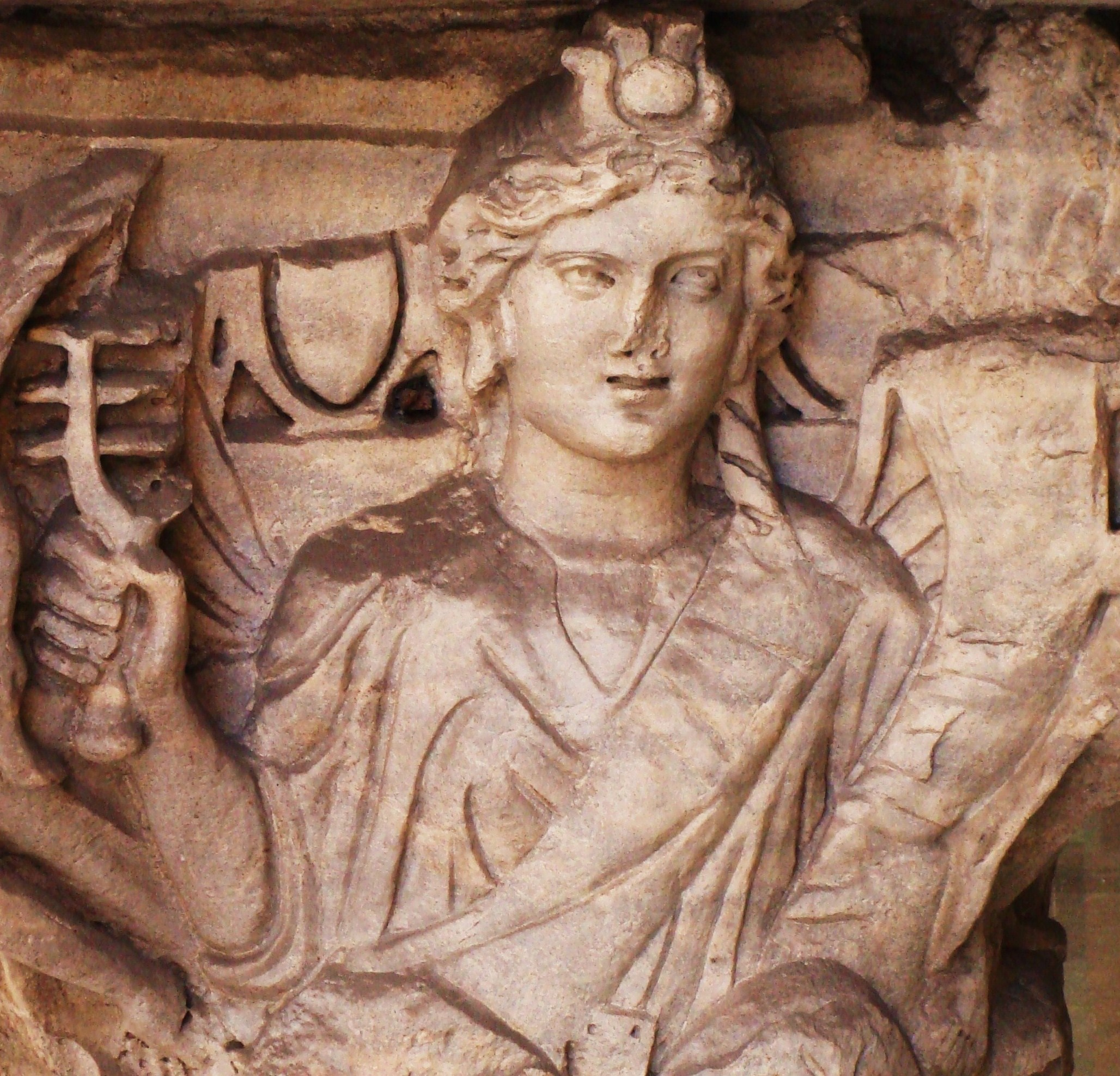
Izyda z sistrum (fragment kapitelu z Pizy (II/III w. n.e.)

W obrzędach kultowych magicznym zadaniem sistrum było odwracanie złych mocy od odprawianych ceremonii. Instrumentu tego używano zwłaszcza podczas procesji i wykonywania żałobnych pieśni ku czci zmarłego Ozyrysa. Przez potrząsanie instrumentem wydobywano dźwięk przeciągły albo urywany, stanowiący odpowiedni akompaniament do śpiewu albo nadający mu właściwy rytm. Akompaniujące zastosowanie sistrum mogło też być podobne jak instrumentu tego używanego we współczesnej kantylacji etiopskiej muzyki kościelnej – tj. dla podkreślania dźwiękiem końcowek wersetów pieśni. W nowożytnej muzyce koptyjskiej takiż akompaniament stanowiły niewielkie metalowe talerze o metalicznym brzmieniu, będące też instrumentem pokrewnym staroegipskiemu.
W literaturze rzymskiej sistrum (l.mn. sistra) wzmiankowane jest u Wergiliusza w Eneidzie (VIII, 696), w Metamorfozach Owidiusza (IX, 784), także u Propercjusza, w epigramatach Marcjalisa i satyrach Juwenalisa.
Pod nazwą Sistrum znany był VII nom Górnego Egiptu ze stolicą w Heu (Hu, gr. Diospolis Parva).